# ヴィルヘルム・ビーゼ
ヴィルヘルム・ビーゼ（Wilhelm Biese、1822年4月20日ラーテノウ生、1902年11月14日ベルリン没）は、ドイツの国際的に輸出されたアップライトピアノ
の製作者、製造業者であった。

## 生涯

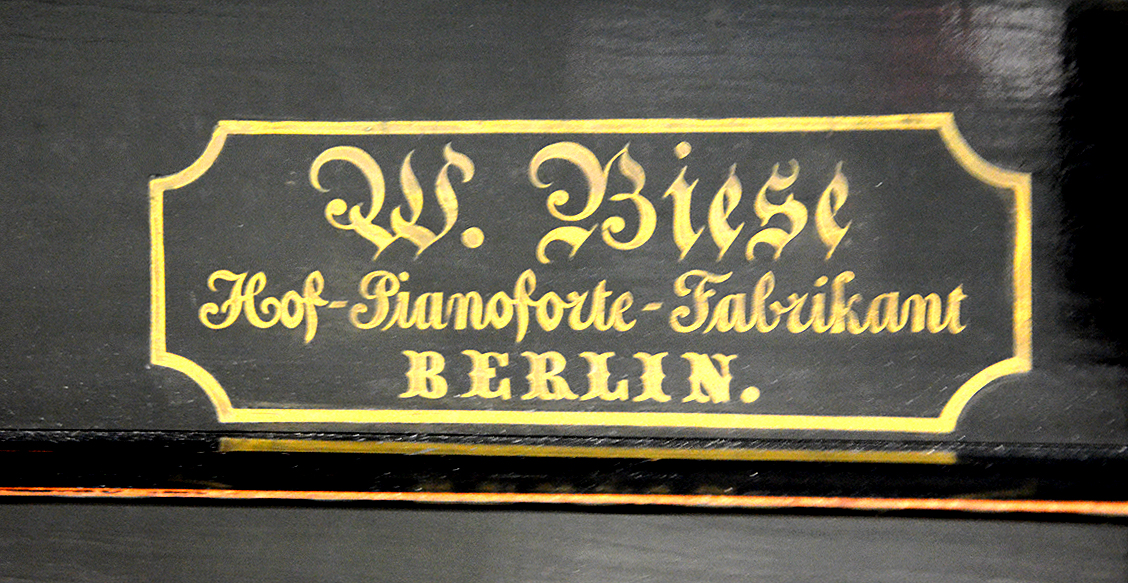
銘板 "W. Biese, Hof-Pianoforte-Fabrikant, Berlin" （ブルトこども病院）。

ヴィルヘルム・ビーゼは工業化の始まりの時期にプロイセン王国で生まれた。ビーゼは1851年から「高く評価されたピアノ製作者」としてベルリンで働き始め、1853年にプロイセンの首都で設立した工場でアップライトピアノの生産を専門とし、すぐに国際的な評価を獲得した。ビーゼはグランドピアノも製造し、王室御用達称号を得た。「W. Biese Flügel- und Pianinofabrik」（W. ビーゼ・グランドピアノおよびアップライトピアノ工場）はノイケルンヴァイガンドウーファー18番地に位置し、販売店はヴィルヘルム通り56番地にあった。

## 現在のブランドの使用
中国で生産されたW.Bieseという名称の新品のピアノが現在販売されている。